# 4 in Love
4 in Love（フォー・イン・ラブ）は、台湾の女性4人組の歌手グループ。
2000年にBMGからデビュー、2002年に解散した。メンバーは冷嘉琳（リーダー）、黄小柔、楊丞琳、張棋惠。4人のメンバーにはそれぞれ異なる天気の名前に由来する名前が付けられていた（cloudie 曇、sunnie 晴、rainie 雨、windie 風）。

## メンバー
- 冷嘉琳（cloudie、1981年11月12日生）
- 黄小柔（sunnie、1981年10月3日生）
- 楊丞琳（rainie、1984年6月4日生）
- 張棋惠（windie、1984年6月5日生）

## CD・アルバム
- Fall In Love （2000年11月27日）
- 誰怕誰 (Who's Afraid of Who?) （2001年7月19日）